# Forças Armadas Francesas
As Forças Armadas Francesas concentram o poder executivo no Presidente da República Francesa, no papel de Chef des Armées (Chefe das Armas). No entanto, a Constituição Francesa permite ao governo (i.e., aos departamentos executivos, que não são necessariamente do mesmo partido político que o presidente) dispor das forças governamentais civis e militares. O Ministério da Defesa (desde 2012, ocupado por Jean-Yves Le Drian) é o responsável pelo financiamento, alocação de recursos e operações. As forças armadas francesas foram pioneiras em estimular o nacionalismo na Revolução Francesa, onde esta mentalidade se mostrou mais barata e eficiente para o Estado do que as forças mercenárias.
Com 215 000 soldados ativos, a França é atualmente a maior potência militar da União Europeia e a terceira maior da NATO. Suas forças atuam no Oriente Médio e em toda a África.

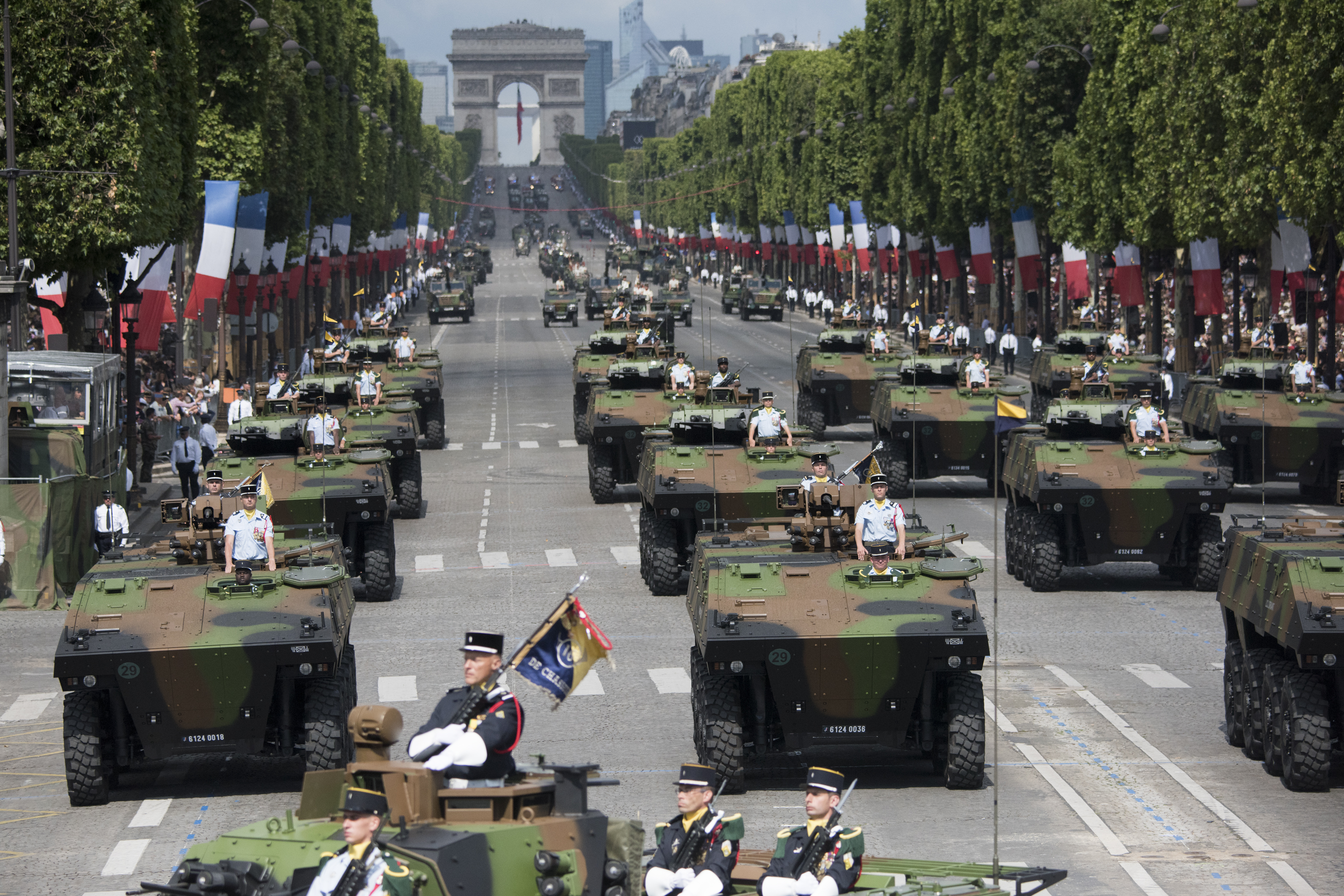
Todos os anos, no Dia da Bastilha (14 de Julho), decorre uma parada militar perante o Presidente da República (aqui, soldados em preparação).

## Organização
As Forças Armadas Francesas encontram-se divididas em quatro ramos:
- Exército da Terra (Armée de Terre), incluindo:
  - Caçadores Alpinos
  - Legião Estrangeira (Légion étrangère)
  - Marines
  - Aviação ligeira (ALAT - Aviation Légére de l'Armée de Terre)
- Engenharia (Génie), onde se inclui:
  - Brigada de Sapeurs-Pompiers de Paris
- Marinha Nacional (Marine Nationale), incluindo:
  - Aviação Naval
  - Fuzileiros Navais e Comandos Navais
- Exército do Ar e do Espaço (Armée de l'air et de l'espace), incluindo:
  - A defesa aérea territorial
- Gendarmaria Nacional (Gendarmerie Nationale), a polícia militar que opera como polícia pública quer no contexto real como geral.

## Galeria
Forças Armadas Francesas
- Militares franceses com seus fuzis FAMAS.
- Um carro de combate francês Leclerc.
- O porta aviões francês Charles De Gaulle.
- Um caça francês Rafale.